# 台中市公車688路
台中市公車688路目前自清水車站行駛到臺中港旅客服務中心，由巨業客運營運。

## 歷史
- 2014年7月15日：111路通車。[1]
- 2014年9月：111路增設往梧棲觀光漁港之「武鹿里」雙邊設站。[2]
- 2014年11月14日：111路「高美自行車道」站遷移至「高美濕地遊客服務中心」停車場內，並更名為「高美濕地遊客中心」站。[3]
- 2017年5月27日：688路通車。
- 2019年4月1日：688路增設「慈雲宮」。
- 2019年10月1日：111路更改發車時刻，僅保留平日班次行駛，例假日班次停駛。
- 2021年4月1日：688路增設「德豐大樓」、「賢德大樓」（往台中港旅客服務中心方向）。
- 2023年6月1日：111路端點站由「梧棲觀光漁港」延駛至臺中港旅客服務中心，沿線停靠既有站位。[4]
- 2023年11月26日：111路配合「市民野餐日」活動，為提供接駁服務，於26日加開111區、區1及區2路線。
- 2024年6月7日：原111路改為688路，平、假日行駛；原688路改為688路副線，僅假日行駛。688路主線與副線端點皆為「清水車站－臺中港旅客服務中心」。[5]
- 2025年5月4日：因應進駐「台中海洋館」，688路新增停靠「高美濕地（三順路）」（雙向）、「台中海洋館」（雙向）及「梧棲光漁港1」（雙向）共計3站，取消停靠「高美濕地遊客中心」（雙向）及「梧棲觀光漁港」（雙向）共計2站。688副路新增停靠「台中海洋館」（雙向）、「梧棲光漁港1」（雙向）共計2站，取消停靠「梧棲觀光漁港」（雙向）。

## 路線基本資料

### 時刻表

#### 主線
- 平、假日皆行駛

- 時刻表僅供參考，請以巨業交通網站公告為準。時刻表更新日期為2025年1月26日。

| 台中市公車688路平/假日時刻列表 | 台中市公車688路平/假日時刻列表 | 台中市公車688路平/假日時刻列表 | 台中市公車688路平/假日時刻列表 |
| ------------------------------ | ------------------------------ | ------------------------------ | ------------------------------ |
| 清水車站開時刻                 | 清水車站開備註                 | 臺中港旅客服務中心開時刻       | 臺中港旅客服務中心開備註       |
| 08:50                          | -                              | 10:00                          | -                              |
| 11:15                          | -                              | 12:20                          | -                              |
| 13:50                          | -                              | 15:00                          | -                              |
| 16:10                          | -                              | 17:20                          | -                              |

#### 副線
- 所有班次皆只於假日行駛

- 時刻表僅供參考，請以巨業交通網站公告為準。時刻表更新日期為2025年1月26日。

| 台中市公車688副路假日時刻列表 | 台中市公車688副路假日時刻列表 | 台中市公車688副路假日時刻列表 | 台中市公車688副路假日時刻列表 |
| ----------------------------- | ----------------------------- | ----------------------------- | ----------------------------- |
| 清水車站開時刻                | 清水車站開備註                | 臺中港旅客服務中心開時刻      | 臺中港旅客服務中心開備註      |
| 10:00                         | -                             | 11:00                         | -                             |
| 11:00                         | -                             | 12:00                         | -                             |
| 12:00                         | -                             | 13:00                         | -                             |
| 12:30                         | -                             | 13:30                         | -                             |
| 14:30                         | -                             | 15:30                         | -                             |
| 15:30                         | -                             | 16:30                         | -                             |
| 16:30                         | -                             | 17:30                         | -                             |
| 17:00                         | -                             | 18:00                         | -                             |
| 18:00                         | -                             | 19:00                         | -                             |
| 19:00                         | -                             | 20:00                         | -                             |

### 收費
- 依里程計費；刷電子票證10公里免費及扣款最高金額60元優惠。
- 里程計費說明：
  - 基本里程：8公里。
  - 基本里程票價全票20元、半票11元。
  - 超過基本里程（8公里）計費方式：
    - 全票=[2.431 x 搭乘里程數x （1+5%營業稅）] （四捨五入）
    - 半票=[2.431 x 搭乘里程數x （1+5%營業稅）] x 50% （四捨五入）

  - 兒童、老人、身心障礙者及其陪伴者依規定半票收費。

### 停站
參見右側站牌路線圖。